# Dendronephthya filigrana
Dendronephthya filigrana is een zachte koraalsoort uit de familie Nephtheidae. De koraalsoort komt uit het geslacht Dendronephthya. Dendronephthya filigrana werd in 1906 voor het eerst wetenschappelijk beschreven door Kükenthal. 